# Dendrophryniscus proboscideus
Espèce
Synonymes
- Phryniscus proboscideus Boulenger, 1882
- Rhinella boulengeri Chaparro, Pramuk, Gluesenkamp & Frost, 2007

Statut de conservation UICN

 DD  : Données insuffisantes
Dendrophryniscus proboscideus  est une espèce d'amphibiens de la famille des Bufonidae.

## Répartition
Cette espèce est endémique du Brésil. Elle se rencontre jusqu'à 500 m d'altitude :
- dans l'est de l'État de Bahia à Salvador, à Itacaré, à Uruçuca et à Arataca ;
- dans le nord-est de l'État du Minas Gerais à Almenara.

## Taxinomie
Cette espèce a été décrite dans le genre Phryniscus par George Albert Boulenger, Elle a été renommée Rhinella boulengeri par Chaparro, Pramuk, Gluesenkamp & Frost en 2007 car préoccupée par Bufo proboscideus Spix, 1824 dans le genre Rhinella.
Cette espèce a été transférée dans le genre Dendrophryniscus par Fouquet et al. sous le nom de Dendrophryniscus proboscideus.

## Publication originale
- Boulenger, 1882 : Catalogue of the Batrachia Salientia s. Ecaudata in the collection of the British Museum, ed. 2, p. 1-503 (texte intégral).